# Şüvəlan FK
Der Şüvəlan FK war ein aserbaidschanischer Fußballverein aus dem Stadtteil Şüvəlan der Hauptstadt Baku, der in Konkurrenz zum FK Baku stand.

## Geschichte
Der 1996 als AMMK Baku gegründete Futsalverein nahm 2004 erstmals als professioneller Fußballverein in der dritten Liga teil. Er schaffte den direkten Durchmarsch und stieg 2005 erstmals in die Premyer Liqası, die höchste Fußballliga Aserbaidschans, auf. Vor der Saison wurde der Verein in FK Olimpik Baku umbenannt. 2008 wurde der Klub Vizemeister und nahm daher in der Saison 2008/09 erstmals an der Qualifikation zum UEFA-Pokal teil. Dabei unterlag man dem serbischen Vertreter FK Vojvodina Novi Sad mit 1:2 nach Hin- und Rückspiel. Zu dieser Saison benannte sich der Verein erneut um zu Olimpik-Şüvəlan PFK Baku.
Seit der Saison 2010/11 wird der Verein von der Fluggesellschaft Azerbaijan Airlines gesponsert und hat sich somit in AZAL PFK Baku umbenannt. Bei internationalen Spielen in UEFA Wettbewerben wird der Verein jedoch aufgrund der UEFA Regularien weiter als Olimpik-Şüvəlan bezeichnet. Die Saison 2010/11 beendete der Klub als Tabellenvierter direkt vor den beiden großen Stadtrivalen İnter Baku und FK Baku und qualifizierte sich somit für die erste Qualifikationsrunde der UEFA Europa League 2011/12, wo man jedoch mit einem 2:3-Niederlage nach Hin- und Rückspiel gegen den belarussischen Vertreter FK Minsk ausschied. In der Saison 2016/2017 musste der Verein in die Birinci Divizionu absteigen. Seit 2019 nimmt die Mannschaft nicht mehr am aktiven Wettbewerb teil.

## Namenshistorie
- 1996–2005 = AMMK Baku
- 2005–2009 = FK Olimpik Baku
- 2009–2010 = Olimpik-Şüvəlan PFK Baku
- 2010–2017 = AZAL PFK Baku
- 2017−0000 = Şüvəlan FK

## Europapokalbilanz
| Saison  | Wettbewerb         | Runde                  | Gegner                | Gesamt | Hin     | Rück    |
| ------- | ------------------ | ---------------------- | --------------------- | ------ | ------- | ------- |
| 2008/09 | UEFA-Pokal         | 1. Qualifikationsrunde | FK Vojvodina Novi Sad | 1:2    | 0:1 (A) | 1:1 (H) |
| 2011/12 | UEFA Europa League | 1. Qualifikationsrunde | FK Minsk              | 2:3    | 1:1 (H) | 1:2 (A) |

Gesamtbilanz: 4 Spiele, 2 Unentschieden, 2 Niederlagen, 3:5 Tore (Tordifferenz −2)

## Bekannte ehemalige Spieler
- Bosko Peraica
- Tomislav Višević
- Gani Anifomose